# أنطون رو
أنطون رو (بالإنجليزية: Anton Roux)‏ (5 يونيو 1981 في الولايات المتحدة - ) هو لاعب كريكت جنوب أفريقي. لعب مع نادي الشماليين للكريكت ‏.

## وصلات خارجية
- أنطون رو على موقع إي آس بي آن كريك إنفو (الإنجليزية)